# Eotetranychus dissectus
Eotetranychus dissectus är en spindeldjursart som beskrevs av Ehara 1987. Eotetranychus dissectus ingår i släktet Eotetranychus och familjen Tetranychidae. Inga underarter finns listade i Catalogue of Life.